# José Luis Sierra
José Luis Sierra Pando (Santiago, 1968. december 5. –) chilei válogatott labdarúgó, edző.

## Pályafutása

### Klubcsapatban
1988 és 1994 között az Unión Españolában játszott. Az 1989–90-es szezonban kölcsönben a spanyol Real Valladolid, 1995-ben a brazil São Paulo játékosa volt. 1996 és 2001 között a Colo-Colo csapatában játszott, melynek színeiben három bajnoki címet szerzett. 1999-ben a mexikói Tigres UANL együttesében szerepelt kölcsönben. 2002 és 2009 között az Unión Española együttesét erősítette.

### A válogatottban
1991 és 2000 között szerepelt a chilei válogatottban. Tagja volt az 1993-as, az 1995-ös és az 1999-es Copa Américán résztvevő válogatott keretének és részt vett az 1998-as világbajnokságon, ahol a Kamerun elleni csoportmérkőzésen gólt szerzett.

### Edzőként
2010 és 2015 között az Unión Española, a 2015–16-os szezonban a Colo-Colo vezetőedzője volt. 2016 és 2018 között a szaúdi el-Áttihád együttesét irányította. 2018-ban az Egyesült Arab emírségekbeli Shabab Al Ahli, 2019-ben az el-Áttihád, 2020 és 2021 között a CD Palestino, 2021 és 2022 között az et-Tájí csapatánál dolgozott. 

## Sikerei, díjai

### Játékosként
Colo-Colo
- Chilei bajnok (3): 1996, 1997 Clausura, 1998

Unión Española
- Chilei bajnok (1): 2005 Apertura

### Edzőként
Unión Española
- Chilei bajnok (1): 2013 Transición

Colo-Colo
- Chilei bajnok (1): 2015 Apertura